# Sherman (Texas)
Sherman is een plaats (city) in de Amerikaanse staat Texas, en valt bestuurlijk gezien onder Grayson County.

## Demografie
Bij de volkstelling in 2000 werd het aantal inwoners vastgesteld op 35.082.
In 2006 is het aantal inwoners door het United States Census Bureau geschat op 37.623, een stijging van 2541 (7.2%).

## Geografie
Volgens het United States Census Bureau beslaat de plaats een oppervlakte van
100,0 km², waarvan 99,8 km² land en 0,2 km² water. Sherman ligt op ongeveer 238 m boven zeeniveau.

## Geboren in Sherman
- Bess Flowers (1898-1984), actrice
- Teddy Buckner (1909-1994), jazztrompettist
- Buddy Tate (1915-2001), jazzmuzikant
- Bill Douglass (1923-1994), jazzdrummer
- Buck Owens (1929-2006), countryzanger
- Tom Virtue (1957), acteur en filmeditor
- Sherri Howard (1962), atlete en actrice
- Denean Howard (1964), atlete
- Zach Blair (1973), gitarist

## Plaatsen in de nabije omgeving
De onderstaande figuur toont nabijgelegen plaatsen in een straal van 16 km rond Sherman.